# Amnesie
Amnesie (von altgriechisch μνήμη mnémē, deutsch ‚Gedächtnis‘, ‚Erinnerung‘ mit Alpha privativum) beschreibt den Verlust des Gedächtnisses für persönliche Erlebnisse, öffentliche Ereignisse oder Informationen, trotz ansonsten normaler kognitiver Funktion. Die Ursachen können organisch sein, wie neurologische Zustände (Schlaganfall, Tumor, Infektion, Anoxie, degenerative Erkrankungen), oder psychogen, ausgelöst durch traumatische Erlebnisse.

## Ursachen
Amnesie kann sowohl nach einem Unfall, beispielsweise bei einem Schädel-Hirn-Trauma oder einer Gehirnerschütterung, als auch bei Epilepsie, Meningitis, Enzephalitis oder einem Hirnschlag auftreten. Mögliche Ursachen für eine Amnesie sind außerdem die Hypoxie, die Demenz oder Migräne sowie eine Elektrokonvulsionstherapie. Bei traumatischen Erlebnissen, einer sog. Gehirnwäsche oder Hypnose kann es zur dissoziativen Amnesie kommen.
Amnesie kann auch durch Vergiftungen hervorgerufen werden, wozu hier auch Alkohol oder andere Drogen gezählt werden, insbesondere wenn sich der Alkoholmissbrauch über lange Jahre hinweggezogen hat (Korsakow-Syndrom). Der im Volksmund genannte „Filmriss“ (auch: „Blackout“) entsteht laut einer an Ratten durchgeführten Studie durch eine Aktivierung/Hemmung von NMDA-Rezeptoren. Durch diese unnormalen Erregungen werden Steroide gebildet, welche wiederum die Langzeitpotenzierung blockieren. Durch die Gabe von 5α-Reduktase-Inhibitoren kann die Bildung der Steroide verhindert werden.
Medikamentös ist dies bisweilen auch durch Langzeitmedikamententherapie mit Stoffen wie Midazolam oder Flunitrazepam bedingt, Zuführung von Morphin oder Fentanyl kann ebenso wie Sedierung (z. B. mittels Propofol) diese Folge haben. Weitere Gründe für Amnesie sind Stress oder Veranlagungen in der Genetik.

## Ausprägungen
Bei Amnesie unterscheidet man mehrere Formen:

### Retrograde, anterograde und kongrade Amnesie

#### Retrograde Amnesie
Die retrograde Amnesie (retrograd: rückwirkend) beschreibt einen Gedächtnisverlust, der sich auf den Zeitraum vor dem Eintreten eines schädigenden Ereignisses bezieht. Betroffene können sich nicht an Ereignisse, Erlebnisse oder Informationen erinnern, die vor dem traumatischen oder neurologischen Vorfall stattgefunden haben. Dies bedeutet, dass im Gedächtnis gespeicherte Bilder, Erinnerungen oder Zusammenhänge nicht mehr ins Bewusstsein gerufen werden können. Die retrograde Amnesie kann unterschiedlich stark ausgeprägt sein und variiert je nach Schwere und Art der Hirnschädigung. In einigen Fällen kann der Gedächtnisverlust nur wenige Minuten oder Stunden umfassen, in anderen Fällen jedoch Jahre oder sogar Jahrzehnte.

#### Anterograde Amnesie
Im Gegensatz dazu bezeichnet die anterograde Amnesie (anterograd: vorwärtswirkend) einen Gedächtnisverlust, der sich auf die Zeit nach einem schädigenden Ereignis bezieht. Personen mit anterograder Amnesie haben Schwierigkeiten, neue Informationen oder Erlebnisse nach dem traumatischen oder neurologischen Vorfall zu speichern und abzurufen. Während sie sich oft an Ereignisse vor dem Ereignis erinnern können, sind sie nicht in der Lage, neue Erinnerungen zu bilden. Dies führt dazu, dass sie sich an Gespräche, neue Bekanntschaften oder aktuelle Ereignisse nicht erinnern können, sobald ihre Aufmerksamkeit abgelenkt wird. Die anterograde Amnesie kann durch verschiedene neurologische Zustände verursacht werden, darunter Schlaganfälle, Hirnverletzungen oder bestimmte Formen der Demenz.

#### Kongrade Amnesie
Die kongrade Amnesie ist eine spezifische Form der Amnesie, bei der sich der Gedächtnisverlust ausschließlich auf das eigentliche schädigende Ereignis bezieht, ohne dass es zu einem Verlust der Erinnerungen vor dem Ereignis (retrograde Amnesie) oder der Fähigkeit, neue Erinnerungen zu bilden (anterograde Amnesie), kommt. Personen mit kongrader Amnesie können sich an Ereignisse vor und nach dem traumatischen Vorfall erinnern, haben jedoch eine Lücke in ihrem Gedächtnis, die genau das Ereignis selbst betrifft. Diese Form der Amnesie ist oft mit traumatischen oder emotional belastenden Erlebnissen verbunden, bei denen das Gehirn die Erinnerung an das Ereignis als Schutzmechanismus ausblendet. Kongrade Amnesie kann durch psychologische Traumata oder körperliche Verletzungen ausgelöst werden und ist oft vorübergehend, wobei die Erinnerung an das Ereignis mit der Zeit zurückkehren kann.

### Transiente globale Amnesie
Die transiente globale Amnesie ist eine vorübergehende anterograde und retrograde Amnesie, zusammen mit Orientierungsstörung oder Verwirrtheit.
Typischerweise sind die Betroffenen zur Person orientiert und
zu komplexen Handlungen fähig, z. B. Auto fahren. Nach 24 Stunden soll per Definition die Störung vorüber sein. Die genaue Ursache ist unklar, man weiß allerdings, dass die Hippokampusregion beidseitig betroffen ist.
Wichtig ist, die Möglichkeit eines amnestischen epileptischen Anfalls zu berücksichtigen, der eine andere Behandlung erfordert. Näheres findet sich in der entsprechenden Leitlinie der Neurologie, siehe Quellenangabe unten.

### Infantile Amnesie
Infantile Amnesie, auch bekannt als Kindheitsamnesie, bezeichnet die Unfähigkeit von Erwachsenen, sich an autobiografische Ereignisse aus den ersten Lebensjahren zu erinnern. Obwohl verschiedene Theorien existieren, um dieses Phänomen zu erklären, deuten aktuelle Forschungsergebnisse darauf hin, dass es sich um ein komplexes Zusammenspiel von kognitiven, sprachlichen und sozialen Faktoren handelt. Dazu gehören Veränderungen in der kognitiven Entwicklung, die Entwicklung eines Selbstkonzepts, die Art und Weise, wie Eltern mit ihren Kindern über vergangene Erlebnisse sprechen, die Funktion von Erinnerungen im kulturellen Kontext und die Komplexität der Lebenserfahrungen selbst. Die Forschung hat gezeigt, dass kulturelle Unterschiede eine Rolle spielen; Zum Beispiel erinnern sich Menschen aus westlichen Kulturen öfter an frühere Ereignisse als Menschen aus östlichen Kulturen, was auf kulturelle Einflüsse auf Gedächtnisprozesse hindeutet.

### Puberale Amnesie
Die puberale Amnesie ist eine von Ernst Bornemann beschriebene Theorie, wonach Erwachsene sich nicht mehr an ihre sexuellen Handlungen aus der Zeit vor ihrer Pubertät erinnern können.

### Amnestisches Syndrom
Ein Syndrom mit deutlichen Beeinträchtigungen des Kurz- und Langzeitgedächtnisses, bei erhaltenem Immediatgedächtnis (Ultrakurzzeitgedächtnis). Auch das prozedurale Gedächtnis, in welchem zum Beispiel Handlungsroutinen wie Schwimmen, Radfahren oder Schuhebinden hinterlegt sind, ist meist nicht betroffen. Es finden sich eine eingeschränkte Fähigkeit, neues Material zu erlernen, und zeitliche Desorientierung. Konfabulation kann ein deutliches Merkmal sein, aber Wahrnehmung und andere kognitive Funktionen, einschließlich Intelligenz, sind gewöhnlich intakt. Besondere Einschränkungen erleiden die Patienten in aller Regel beim episodischen Gedächtnis, also dem Teil, in dem Details über das persönliche, aber auch über das erlebte öffentliche Leben abgespeichert sind. Anterograde Amnesien sind in der Regel ausgeprägter als retrograde.